# Hieracium pinnigerum
Hieracium pinnigerum là một loài thực vật có hoa trong họ Cúc. Loài này được Omang mô tả khoa học đầu tiên năm 1910.